# 劉孺
劉孺（りゅう じゅ、485年 - 543年）は、南朝梁の官僚・文人。字は孝稚。本貫は彭城郡彭城県安上里。

## 経歴
斉の太常の劉悛（劉絵の兄）の子として生まれた。幼くして明敏で、7歳で文章を作ることができた。14歳のときに父を失うと、喪に服して骨の立つまで痩せ細った。喪が明けると、叔父の劉瑱が赴任先の義興郡に連れて行き、常にそばに置いて「この児は吾が家の明珠なり」と賓客に紹介した。劉孺は成長すると、風采が美しく、性格は温和で、家人の前でも喜怒を見せることがなかった。本州に召し出されて主簿となった。
中軍法曹行参軍を初任とした。沈約に召し出されて鎮軍主簿となり、遊宴のあるたびに同席して詩を賦した。太子舎人・臨川王中軍主簿・太子洗馬・尚書殿中郎を歴任した。太末県令として出向し、清廉な統治で知られた。建康に召還されて晋安王蕭綱の友となり、太子中舎人に転じた。
劉孺は若くして文章を好み、気の早い性格であった。武帝の前で「李賦」を作ったとき、命令を受けたとたんに書き上げ、文には点も加えなかったことから、武帝に賞賛された。後に寿光殿の宴にはべったとき、武帝の命令で群臣が詩を賦したが、劉孺と張率は酔っ払ってしまい、詩を書き上げることができなかった。そこで武帝は劉孺の手を取って「張率は東南の美、劉孺は洛陽の才である。筆を取ってはすぐに書き上げるべきなのに、どうしてこんなに遅いのかね」と戯れに言った。武帝の劉孺に対する親愛ぶりはこのようなものであった。
劉孺は中書郎に転じ、中書通事舎人を兼ねた。ほどなく太子家令に転じた。晋安王蕭綱の下で宣恵長史として出向し、丹陽尹丞を兼ねた。太子中庶子・尚書吏部郎に転じた。湘東王蕭繹の下で軽車長史となり、会稽郡丞を兼ねたが、公務中の事件のために免官された。ほどなく王府記室散騎侍郎として再起し、光禄卿を兼ねた。少府卿・司徒左長史・御史中丞を歴任し、任職をもって呼ばれた。大通2年（528年）、散騎常侍に転じた。大通3年（529年）、左民尚書に転じ、歩兵校尉を兼ねた。
中大通4年（532年）、蕭宏の子の臨川王蕭正義の下で仁威長史となり、江夏郡太守を兼ね、貞威将軍の号を加えられた。中大通5年（533年）、寧遠将軍・司徒左長史とされたが、受けないうちに都官尚書に改められ、右軍将軍を兼ねた。大同5年（539年）、吏部尚書を代行した。この年のうちに明威将軍・晋陵郡太守として出向した。大同7年（541年）、入朝して侍中となり、右軍を兼ねた。この年、再び吏部尚書となったが、母が死去したため職を辞して喪に服した。服喪が終わらないうちに体をこわして死去した。享年は59。諡は孝子といった。文集20巻があった。
子の劉芻は、著作郎となったが、早逝した。

## 伝記資料
- 『梁書』巻41 列伝第35
- 『南史』巻39 列伝第29